# صليب قلطي
الصليب القلطي أو الصليب الكلتي هو شكل من أشكال الصليب المسيحي يتميز بهالة أو حلقة ظهرت في إرلندا وفرنسا وبريطانيا العظمى في أوائل العصور الوسطى انتشر باستخدامه في الصلبان الحجرية العالية التي أقيمت عبر الجزر، خاصة في المناطق التي بشر بها المبشرون الإرلنديون من القرن التاسع حتى القرن الثاني عشر.

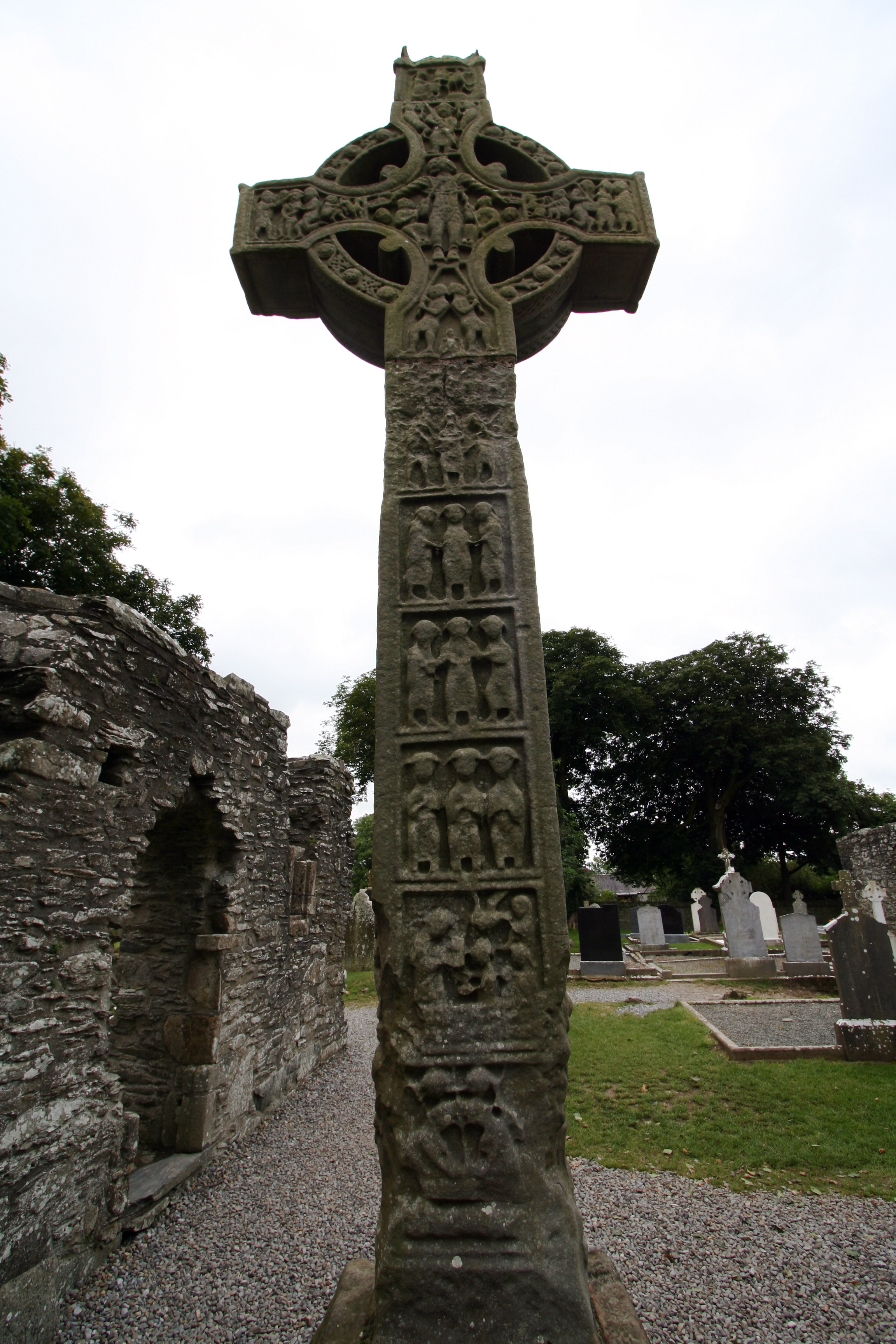
صليب مرتفع في إرلندا